# Asier Goiria
Asier Goiria Etxebarria (Amorebieta, 19 settembre 1980) è un ex calciatore spagnolo, di ruolo attaccante.

## Carriera
Ha giocato 32 partite nella prima divisione spagnola con il Numancia, oltre che con vari club nella seconda divisione spagnola.